# جامعة كردفان
جامعة كردفان هي واحدة من أكبر الجامعات في السودان وتقع في مدينة الأبيض بولاية شمال كردفان على بعد 560 كم جنوب غرب الخرطوم. تأسست عام 1990 وهي واحدة من أفضل الجامعات في السودان، وتضم العديد من المعاهد والوحدات الأكاديمية ومراكز البحث بما في ذلك معهد أبحاث الصمغ العربي ودراسات التصحر ومركز التكنولوجيا الوسيطة في الزراعة وعمادة البحث العلمي والدراسات العليا. الجامعة هي عضو في اتحاد جامعات العالم الإسلامي.

## كليات وشهادات الجامعة
أول كلية أنشئت في الجامعة كانت كلية الموارد الطبيعية والدراسات البيئية والتي تمنح درجة البكالوريوس في عدد من التخصصات مثل الاقتصاد الزراعي والتنمية الريفية
علم الحيوان وعلوم الغابات والمراعي والكيمياء الحيوية وعلوم الغذاء وإنتاج المحاصيل والإرشاد الزراعي.في عام 1991 أنشأت كلية الطب والعلوم الصحية والتي تدرس مناهجها على مدى 12 فصل دراسي .
تلى ذلك إنشاء كلية التربية والهندسة والعلوم
وغيرها من الكليات. تمتلك الجامعة عدد من المراكز البحثية منها: مركز ابحاث الصمغ العربي، ومركز دراسات السلام، وعمادة للدراسات العليا حيث تمنح درجة الماجستير والدكتوراه.
تضم الجامعة أيضا كلية الآداب حيث تمنح الكلية درجة البكالوريوس في أربعة سنوات ومرتبة الشرف في خمس سنوات، وتضم خمسة أقسام:
- قسم الدراسات الإسلامية
- قسم اللغة العربية
- قسم اللغة الإنجليزية
- قسم اللغة الفرنسية
- قسم الإعلام

وقد أضيفت كلية الدراسات التجارية وكلية الإحصاء والحاسوب.
في عام 1990م صدر قرار بإنشاء جامعة كردفان، وفي نفس العام أنشئت أول مكتبة للجامعة ملحقة بمكتبة البحوث الزراعية بمدينة الأبيض وذلك مصاحبة لإنشاء كلية الموارد الطبيعية والدراسات البيئية، وقد انتقلت من بعد ذلك إلى الموقع الحالي للمكتبة المركزية. وبعد ذلك أنشأت مكتبات أخرى لكل كلية تفتح في الجامعة، فكانت مكتبة كلية التربية ومكتبة مجمع خور طقت والتي تخدم كلية العلوم والأداب والهندسة ومكتبة كلية الطب. كان الإشراف على المكتبات بالجامعة من اختصاص عمادة البحث العلمي والدراسات العليا والمكتبات. وفي عام 2006م أنشئت عمادة المكتبات، لتتحمل مسؤولية الإشراف الفني والإداري على هذه المكتبات وبذلك أصبحت كيانًا مستقلًا، ويتولى عميد المكتبات الأشراف الفني والإداري على العمادة ويمثلها في مجلس الجامعة.

## تصنيف جامعة كردفان
قفزت جامعة كردفان في تصنيف الجامعات السودانية من المركز 21 إلى المركز 9 ، وفي تصنيف الجامعات الأفريقية من المركز 890 إلى 331. وهذا الإنجاز الكبير يرجع الفضل فيه للعاملين بوحدة الIT بالجامعة والعاملين يعمادة المكتبات بجامعة كردفان خاصة بعد ان بدأ العمل قى مشروع المستودع الرقمى بعمادة المكتبات.[بحاجة لمصدر]

## المكتبات
في العام 1990 أنشئت جامعة كردفان. وفي نفس العام أنشئت أول مكتبة للجامعة، ملحقة بمكتبة البحوث الزراعية بمدينة الأبيض مصاحبة لإنشاء كلية الموارد الطبيعية والدراسات البيئية. وقد انتقلت للموقع الحالي للمكتبة المركزية. وبعد ذلك تم إنشاء مكتبات أخرى مصاحبة لفتح كل كلية في الجامعة. فكانت مكتبة كلية التربية ومكتبة مجمع خور طقت والتي تخدم كلية العلوم والآداب والهندسة ومكتبة كلية الطب. كان الإشراف في المكتبات يؤول لعمادة البحث العلمي والدراسات العليا بالمكتبات.
وفي عام 2006م أنشئت عمادة المكتبات لتتحمل مسؤولية الإشراف الفني والإداري على هذه المكتبات وبذلك أصبحت كياناً مستقلاً.  ويتولى عميد المكتبات الإشراف الفني والإداري على العمادة ويمثلها في مجلس الجامعة.

## خريجين بارزين
شريف شيخ أحمد ، سياسي صومالي شغل منصب رئيس الصومال من 2009 إلى 2012
محمد ناجي الأصم ، ناشط وطبيب سوداني مؤيد للديمقراطية ، وكان المتحدث باسم تجمع المهنيين السودانيين.

## وصلات خارجية
- الموقع الرسمي للجامعة

1. ↑   https://web.archive.org/web/20221123144401/https://www.auf.org/les_membres/nos-membres/. اطلع عليه بتاريخ 2022-11-23. {{استشهاد ويب}}: |url= بحاجة لعنوان (مساعدة) والوسيط |title= غير موجود أو فارغ (من ويكي بيانات) (مساعدة)
2. ↑   https://www.aau.org/subs/membership/. اطلع عليه بتاريخ 2022-12-15. {{استشهاد ويب}}: |url= بحاجة لعنوان (مساعدة) والوسيط |title= غير موجود أو فارغ (من ويكي بيانات) (مساعدة)
3. ↑  "معلومات عن جامعة كردفان على موقع grid.ac". grid.ac. مؤرشف من الأصل في 2019-12-15.
4. ↑  "معلومات عن جامعة كردفان على موقع ido.ringgold.com". ido.ringgold.com. مؤرشف من الأصل في 2019-12-15.
5. ↑  "FUIW : Member Universities". web.archive.org. 30 سبتمبر 2011. مؤرشف من الأصل في 2011-09-30. اطلع عليه بتاريخ 2022-05-28.{{استشهاد ويب}}:  صيانة الاستشهاد: BOT: original URL status unknown (link)
6. ↑  "المكتبات في جامعة كردفان". آفاق بلا حدود. مؤرشف من الأصل في 2022-02-23.
7. ↑  كلمة د/محمد ناجي الاصم _في مراسم توقيع الوثيقة الدستورية الانتقالية (بالإنجليزية), Archived from the original on 2025-01-23, Retrieved 2023-01-01